# ایستگاه راه‌آهن خرم دره
ایستگاه راه‌آهن خرمدره (انگلیسی: Khorramdarreh railway station) یک ایستگاه در شهرستان خرمدره، استان زنجان و ایران است. این ایستگاه در سال ۱۳۳۰ در خرمدره تاسیس شد که جزوی از خط راه آهن تهران-تبریز می باشد که در فاصله ۵ کیلومتری شهر خرمدره در جاده ۳۲ (ایران) قرار دارد. این ایستگاه دارای پایگاه اورژانس ریلی و سرویس بهداشتی و نمازخانه است و دارای۲ سکو و ۶ خط آهن می باشد و از مهمترین ایستگاه های راه آهن در استان زنجان است که روزانه قطار های متعدد از ایستگاه های تهران،کرج،قزوین به سمت زنجان،تبریز و بالعکس تردد می کنند و در این ایستگاه توقف دارند. این ایستگاه راه آهن بعد از ایستگاه راه آهن تاکستان و قبل از ایستگاه راه آهن سلطانیه قرار دارد. فاصلۀ این ایستگاه تا ایستگاه راه آهن تهران،۲۲۷ کیلومتر و با ایستگاه زنجان حدود۸۷ کیلومتر است.

## مسافت(KM) با ایستگاه های راه آهن
| ایستگاه مقصد    | فاصله(KM) |
| --------------- | --------- |
| ایستگاه تاکستان | ۴۹        |
| ایستگاه سلطانیه | ۵۳        |
| ایستگاه زنجان   | ۸۷        |
| ایستگاه تبریز   | ۵۰۸       |
| ایستگاه قزوین   | ۸۳        |
| ایستگاه کرج     | ۱۸۷       |
| ایستگاه تهران   | ۲۲۷       |

## خط راه‌آهن
- خط راه‌آهن تهران-تبریز